# Dora Heldt: Kein Wort zu Papa
Kein Wort zu Papa ist eine deutsche Filmkomödie von Mark von Seydlitz aus dem Jahr 2012. Es handelt sich um die dritte Verfilmung der Dora Heldt-Reihe. Die einzelnen Filme basieren auf den gleichnamigen Romanen. Der Fernsehfilm wurde erstmals am 22. Januar 2012 im ZDF-Herzkino gezeigt.

## Handlung
Heinz hat Geburtstag und seine Familie möchte ihn mit einer geheim vorbereiteten Feier überraschen. Während der Aufbauarbeiten lässt sich Heinz bei seinem Arzt komplett durchchecken. Kurz vor der Blutabnahme verliert er das Bewusstsein und wacht ein wenig später auf einer Liege wieder auf. Er hört im Nebenzimmer den Arzt telefonieren, der seinem Gesprächspartner erzählt, dass dem Patienten nur noch sechs bis acht Wochen blieben, man ihm aber auf keinen Fall die Wahrheit erzählen dürfe. Heinz spricht ihn daraufhin direkt an und bekommt als Antwort, dass seine Werte bestens seien. Sich nun darüber im Klaren, Krebs zu haben und bald sterben zu müssen, wirft er bei seiner Ankunft zu Hause alle Gäste aus dem Garten, um im engsten Kreis mit der Familie feiern zu können. Heinz schlägt einen gemeinsamen Urlaub im Bergischen Land vor, den sowohl Christine als auch Ines ausschlagen, weil sie kurzfristig für die in Dubai erkrankte Marleen, die eine Pension auf Norderney führt, einspringen.
Bei ihrer gemeinsamen Anreise trifft Ines an einer Tankstelle auf Pascal Bothe, der sich später als Christines Jugendliebe Tom herausstellt, und vereinbart mit ihm ein Date. In der Pension angekommen, werden Christine und Ines sofort mit den anspruchsvollen Gästen konfrontiert, die ihren Urlaub auch unter den gegebenen Umständen genießen wollen. Durch ein verpfuschtes Abendessen machen sie sich nicht gerade bei ihnen beliebt. Christine erfährt, wer Pascal in Wirklichkeit ist, und fühlt sich von ihrer Schwester hintergangen und im Stich gelassen. Kurze Zeit später sitzt ihnen zu allem Überfluss auch noch ein Gesundheitsinspektor wegen chaotischer Zustände in der Küche im Nacken und fordert, diese umgehend in Ordnung zu bringen.
Charlotte und Heinz kommen unterdessen auch auf der Insel an, um ihre Töchter tatkräftig zu unterstützen. Heinz freut sich, bei der Familie zu sein, und zählt unauffällig immer wieder die Tage, die ihm noch bleiben. Er trifft sich mit seinem Freund Kalli und offenbart ihm, dass er todkrank sei. Er kommt auf die Idee, ihn mit Charlotte zu verkuppeln, um sich sicher zu sein, dass sie nach seinem Tod in guten Händen ist. Für dieses Vorhaben stellt er allerhand Unfug an, den Kalli ausbaden und damit Charlotte imponieren soll. Sie wird sich dessen bewusst und macht sich fälschlicherweise Gedanken, dass Heinz sie wegen einer anderen Frau verlassen wolle.
Heinz kommt zum Schein der leidenschaftlichen Helga nahe und verschwindet mit ihr zum Strand. Er verliert dort das Bewusstsein und wird in eine Klinik gebracht, in die gleichzeitig auch Kalli eingeliefert wird, weil er von Gisbert dafür zusammengeschlagen wurde, dass er sich an Heinz’ Frau heranmachte. Es stellt sich heraus, dass Heinz kerngesund ist und alles ein Missverständnis war. Christine und Tom kommen wieder zusammen und wollen es noch einmal miteinander probieren. Heinz versöhnt sich wieder mit Charlotte. Marleen trifft in ihrer Pension ein und bedankt sich bei ihrer Ersatzmannschaft für den tatkräftigen Einsatz.

## Hintergrund
Der Film wurde nicht auf Norderney, sondern wie die Vorgänger auf Sylt und um Hamburg gedreht. Grund dafür war, dass Norderney zum Zeitpunkt des Drehs „autofrei“ gewesen sei und somit der technische Aufwand extrem gestiegen wäre, so der Regieassistent Axel Rottmann.